# Ivar Wibom
Sven Ivar Wibom, född 10 februari 1883 i Härnösand, Västernorrlands län, död 18 juli 1959 i Stockholm, var en svensk kommendörkapten och verkställande direktör för Svenska Radioaktiebolaget och Nordiska Instrument AB.

## Biografi
År 1902 avlade Wibom sjöofficersexamen men lämnade flottan 1920 som kommendörkapten för att bli verkställande direktör i Svenska Radioaktiebolaget, som bildats året innan. Som chef för Radiobolaget var Wibom övertygad om nödvändigheten av att snabbt komma igång med rundradiosändningarna i Sverige. Tidiga köpare av radioapparater skulle ha tillgång till program på svenska ansåg han, varför bolaget i egen regi satte igång att förverkliga detta. Sändaren installerades på ett av bolagets kontor på vinden till Alströmergatan 12 i Stockholm där den första svenska rundradiosändningen skedde i maj 1923.
Parallellt med arbetet som verkställande direktör på Radiobolaget blev han 1925 även verkställande direktör för företaget Nordiska Instrument AB, som sålde maskinutrustning och annat materiel. Wibom var en stor tyskvän och lyckades under 1920- och 1930-talen skaffa sig flera tyska agenturer vilket gjorde honom förmögen. Han var engagerad i flera högernationella, tysk- och nazivänliga organisationer på 1930- och 1940-talen, som Hjälpkommittén för Tysklands Barn, Riksföreningen Sverige-Tyskland och Per Engdahls Svensk Opposition. År 1944 fick han lämna sin tjänst på Radioaktiebolaget men fortsatte som verkställande direktör för Nordiska Instrument AB.
Wibom invaldes som korresponderande ledamot av Örlogsmannasällskapet 1935. Han blev riddare av Svärdsorden 1923. Wibom var en stor båtentusiast och alla sina båtar döpte han till WI. År 1933 beställa han den nästan 17 meter långa långfärdsjakten WI (WI III) hos Abrahamsson & Börjesson på Ramsö Vaxholm, för en kostnad av 36 000 kronor. Han ägde båten fram till 1954. I juni 1959 dog han ombord på sin motorjakt WI i Furusund.
Ivar Wibom var son till landskamreraren i Älvsborgs län Olof Henrik Wibom och Hulda Malvina Wibom, född Andersson. Han var bror till kapten Tor Wibom och gift med Siri Wibom, född Hedblom. Makarna var svärföräldrar till viceamiral Erik af Klint.